# Arthur Hamilton-Gordon
Arthur Charles Hamilton-Gordon, I barone Stanmore (Londra, 26 novembre 1829 – 30 gennaio 1912), è stato un politico scozzese.

## Biografia
Era il figlio di George Hamilton Gordon, IV conte di Aberdeen, e della sua seconda moglie, Harriet Douglas. Sua madre era la vedova di James Hamilton, visconte Hamilton. Studiò alla Trinity College (Cambridge).

## Carriera
Dopo la laurea nel 1851, ha lavorato come segretario privato del primo ministro britannico (suo padre) (1852-1855) ed era un membro del Parlamento per Beverley (1854-1857).
È stato:
- Tenente governatore del New Brunswick (1861–1866)[1]
- Governatore di Trinidad (1866–1870)
- XI Governatore delle Mauritius (21 febbraio 1871–18 agosto 1874)[2]
- Governatore delle Figi (1875-1880)
- Governatore generale della Nuova Zelanda (1880-1882)
- Governatore britannico di Ceylon (1883-1890)

Venne creato barone Stanmore il 21 agosto 1893. Nel 1897 Lord Stanmore divenne presidente del Pacific Islands Company (PIC), che era una società formata da John T. Arundel. Nel 1902 gli interessi del PIC sono state fuse con Jaluit Gesellschaft di Amburgo, per formare la Pacific Phosphate Company (PPC).

## Matrimonio
Sposò, il 20 settembre 1865, Rachel Emily Shaw-Lefevre (?-26 gennaio 1889), figlia di John Shaw-Lefevre. Ebbero due figli:
- Rachel Nevil (13 luglio 1869-22 ottobre 1947)
- George Hamilton-Gordon, II barone Stanmore (3 gennaio 1871-13 aprile 1957)

## Morte
Morì il 30 gennaio 1912.

## Ascendenza
|                                                 |                                        |                                           | Genitori                         |  |  | Nonni |  |  | Bisnonni                                |  |  | Trisnonni                                |  |
|                                                 |                                        |                                           |                                  |  |  |       |  |  | 8. George Gordon, III conte di Aberdeen |  |  | 16. William Gordon, II conte di Aberdeen |  |
|                                                 |                                        |                                           |                                  |  |  |       |  |  | 8. George Gordon, III conte di Aberdeen |  |  | 16. William Gordon, II conte di Aberdeen |  |
|                                                 |                                        | 17. Susan Murray                          |                                  |  |  |       |  |  | 8. George Gordon, III conte di Aberdeen |  |  |                                          |  |
| 4. George Gordon                                |                                        |                                           |                                  |  |  |       |  |  | 8. George Gordon, III conte di Aberdeen |  |  |                                          |  |
|                                                 |                                        | 9. Catherine Elizabeth Hanson             | 18. Oswald Hanson                |  |  |       |  |  |                                         |  |  |                                          |  |
|                                                 |                                        | 9. Catherine Elizabeth Hanson             | 18. Oswald Hanson                |  |  |       |  |  |                                         |  |  |                                          |  |
|                                                 |                                        | 9. Catherine Elizabeth Hanson             | 19. Mary Collet                  |  |  |       |  |  |                                         |  |  |                                          |  |
| 2. George Hamilton Gordon, IV conte di Aberdeen |                                        | 9. Catherine Elizabeth Hanson             |                                  |  |  |       |  |  |                                         |  |  |                                          |  |
|                                                 |                                        | 10. William Baird, V di Newbyth           | 20. William Baird                |  |  |       |  |  |                                         |  |  |                                          |  |
|                                                 |                                        | 10. William Baird, V di Newbyth           | 20. William Baird                |  |  |       |  |  |                                         |  |  |                                          |  |
|                                                 |                                        | 10. William Baird, V di Newbyth           | 21. Catherine Binning            |  |  |       |  |  |                                         |  |  |                                          |  |
| 5. Charlotte Baird                              |                                        | 10. William Baird, V di Newbyth           |                                  |  |  |       |  |  |                                         |  |  |                                          |  |
|                                                 |                                        | 11. Alicia Johnston                       | 22. Robert Johnston              |  |  |       |  |  |                                         |  |  |                                          |  |
|                                                 |                                        | 11. Alicia Johnston                       | 22. Robert Johnston              |  |  |       |  |  |                                         |  |  |                                          |  |
|                                                 |                                        | 11. Alicia Johnston                       | 23. Mary Fulton Home             |  |  |       |  |  |                                         |  |  |                                          |  |
| 1. Arthur Hamilton-Gordon, I barone Stanmore    |                                        | 11. Alicia Johnston                       |                                  |  |  |       |  |  |                                         |  |  |                                          |  |
|                                                 | 12. James Douglas, XIV conte di Morton | 24. George Douglas, XIII conte di Morton  |                                  |  |  |       |  |  |                                         |  |  |                                          |  |
|                                                 | 12. James Douglas, XIV conte di Morton | 24. George Douglas, XIII conte di Morton  |                                  |  |  |       |  |  |                                         |  |  |                                          |  |
|                                                 | 12. James Douglas, XIV conte di Morton | 25. Frances Adderly                       |                                  |  |  |       |  |  |                                         |  |  |                                          |  |
| 6. John Douglas                                 | 12. James Douglas, XIV conte di Morton |                                           |                                  |  |  |       |  |  |                                         |  |  |                                          |  |
|                                                 |                                        | 13. Bridget Heathcote                     | 26. John Heathcote, II baronetto |  |  |       |  |  |                                         |  |  |                                          |  |
|                                                 |                                        | 13. Bridget Heathcote                     | 26. John Heathcote, II baronetto |  |  |       |  |  |                                         |  |  |                                          |  |
|                                                 |                                        | 13. Bridget Heathcote                     | 27. Bridget White                |  |  |       |  |  |                                         |  |  |                                          |  |
| 3. Harriet Douglas                              |                                        | 13. Bridget Heathcote                     |                                  |  |  |       |  |  |                                         |  |  |                                          |  |
|                                                 |                                        | 14. Edward Lascelles, I conte di Harewood | 28. Edward Lascelles             |  |  |       |  |  |                                         |  |  |                                          |  |
|                                                 |                                        | 14. Edward Lascelles, I conte di Harewood | 28. Edward Lascelles             |  |  |       |  |  |                                         |  |  |                                          |  |
|                                                 |                                        | 14. Edward Lascelles, I conte di Harewood | 29. Frances Ball                 |  |  |       |  |  |                                         |  |  |                                          |  |
| 7. Frances Lascelles                            |                                        | 14. Edward Lascelles, I conte di Harewood |                                  |  |  |       |  |  |                                         |  |  |                                          |  |
|                                                 |                                        | 15. Anne Chaloner                         | 30. William Chaloner             |  |  |       |  |  |                                         |  |  |                                          |  |
|                                                 |                                        | 15. Anne Chaloner                         | 30. William Chaloner             |  |  |       |  |  |                                         |  |  |                                          |  |
|                                                 |                                        | 15. Anne Chaloner                         | 31. Mary Finny                   |  |  |       |  |  |                                         |  |  |                                          |  |
|                                                 |                                        | 15. Anne Chaloner                         |                                  |  |  |       |  |  |                                         |  |  |                                          |  |